# ザ・ストライプス
ザ・ストライプス (The strypes) は、2008年に結成されたアイルランド出身の4人組ロックバンド。

## 来歴
アイルランドのキャバンで、2008年結成。デビューは小学校のクリスマスコンサートだった。その後、オリジナルメンバーであるハイデンとベイツが脱退し、代わりにロス・ファレリーが加わることとなる。2012年4月、インディーズEPYoung gifted & Bluesを発表。iTunesのブルース部門で1位を獲得、その後6週間にわたり順位を維持する。その中に収録されたYou Can't Judge a Bookはアイルランド国内のラジオ番組で人気を博す。これをきっかけに、大手レーベル間で契約争奪戦が生じる。その間、マネジメントについては、エルトン・ジョンが主催するロケット・ミュージック・マネジメントと契約することになる。2012年12月、バンドはマーキュリー・レコードと契約を交わす。その後、イギリスの各地でライヴを行い、それがニュー・ミュージカル・エクスプレスやMojoに取り上げられる。2013年2月、テレビ番組Chelsea Latelyに出演。その中で、エルトン・ジョンは「彼らは、私が65年かかって集めたR&Bとブルースの知識を16歳にして獲得している。まるで新鮮な息吹のようだ。」と評した。2013年3月28日、デビューシングルBlue Collar Janeを発表。iTunesのオルタナティブ部門で最高11位を獲得。そして、2013年9月9日、クリス・トーマスをプロデューサーに迎えてデビューアルバムSnapshotをリリース。
2018年11月14日 SNSにて解散を発表。

## 交友関係
ジェフ・ベック、ポール・ウェラー、ノエル・ギャラガー、デイヴ・グロール、ロジャー・ダルトリー、ラスカルズのマイルズ・ケイン等、そうそうたる大物ミュージシャンがファンを公言している。
日本では、番組で２度共演した斉藤和義とも交友がある。斉藤が斉藤和義×吉野家のオリジナルどんぶりと、自分のアルバムをプレゼントしている。
エルトン・ジョンの伝記映画"Rocketman"にメンバー4人で出演している。Pete以外はカツラだそう。

## メンバー
- ジョシュ・マクローリー(Josh McClorey) - リードギター、ボーカル
- ロス・ファレリー(Ross Farrelly) - リードボーカル、ハーモニカ
- ピート・オハンロン(Pete O'hanlon) - ベース、ハーモニカ
- エヴァン・ウォルシュ(Evan Walsh) - ドラム

## ディスコグラフィー

### スタジオアルバム
- Snapshot(2013年) オリコン13位
- Little Victories(2015年)
- Spitting Image(2017年）

### EP
- Young gifted & Blues(2012年)
- Blue Collar Jane EP(2013年) オリコン18位
- Hard To Say No EP(2014年)

### シングル
- Blue Collar Jane(2013年)
- Hometown Girls(2013年)
- What a Shame(2013年)
- Come Together(2013年)
- Mystery Man(2013年)
- You Can't Judge a Book by the Cover(2013年)